# Lymantria pruinosa
Lymantria pruinosa este o specie de molii din genul Lymantria, familia Lymantriidae, descrisă de Butler 1879 Conform Catalogue of Life specia Lymantria pruinosa nu are subspecii cunoscute.